# Arnum
Arnum ist ein Stadtteil von Hemmingen in der Region Hannover in Niedersachsen.

## Geografie
Der Stadtteil Arnum liegt an der Bundesstraße 3, die der Strecke der ehemaligen Handelsstraße von Hamburg nach Basel folgt.

## Geschichte
Der Ort wird erstmals im Jahr 990 urkundlich als Ernun erwähnt. Im Leineschotter bei Arnum wurden Faustkeile und Klingen aus der Altsteinzeit entdeckt, so dass davon auszugehen ist, dass vor 13.000 Jahren Jäger auf den Kiesinseln im weitverzweigten Leinelauf gelebt haben.
Um 1400 wurde die noch heute erhaltene Wehrkapelle erbaut. Im 19. Jahrhundert erhielt Arnum durch den Einsatz des Arnumer Lehrers einen eigenen Friedhof.
Nach der historisch gewachsenen Entwicklung des Dorfes Arnum setzte 1956 eine planmäßige Bebauung ein. Von 1956 bis 1963 entstanden westlich der Bundesstraße im Bereich Bultfeld/Bergfeld 100 Wohneinheiten. Bis 1966 folgten hier rund 420 weitere. In Arnum Mitte entstand das sogenannte „Komponistenviertel“ mit einer Vielzahl von Einzel-, Reihen- und Mehrfamilienhäusern. Am Harkenblecker Weg baute der Reichsbund Einzel- und Reihenhäuser sowie Eigentumswohnungen. Am Pattenser Feldweg erschloss die Stadt Hemmingen Einzel- und Reihenhausgrundstücke für junge Familien.
1965 folgte die Bebauung im Gebiet südlich der Landwehr (Sieksfeld) und setzte sich am Pattenser Feldweg fort. Am Nordrand erschloss die Gemeinde Arnum ein Gewerbe- und Industriegebiet. 1992 wurde ein Wohnbereich zwischen dem Hohen Eschenweg und der Hiddestorfer Straße geschaffen. Auch östlich der Bundesstraße 3 entstanden Wohnsiedlungen.
An der Wilkenburger Straße im Bereich der historischen Wehrkapelle wurde ein Einkaufs- und Dienstleistungszentrum errichtet, am Moulineauxplatz entstanden Stadthäuser.
Der Ort beging das Jahr 1990 mit einer großangelegten 1000-Jahr-Feier.

### Eingemeindungen
Zur Gebietsreform in Niedersachsen, die am 1. März 1974 stattfand, wurde Arnum in die neue Gemeinde Hemmingen eingegliedert.

### Einwohnerentwicklung
| Jahr | Einwohner | Quelle |
| ---- | --------- | ------ |
| 1910 | 586       | [ 4 ]  |
| 1925 | 600       | [ 5 ]  |
| 1933 | 623       | [ 5 ]  |
| 1935 | 710       | [ 6 ]  |
| 1939 | 711       | [ 5 ]  |
| 1950 | 12830     | [ 7 ]  |
| 1960 | 13880     | [ 1 ]  |

| Jahr | Einwohner | Quelle |
| ---- | --------- | ------ |
| 1973 | 4741      | [ 8 ]  |
| 1986 | 5677      | [ 1 ]  |
| 1996 | 6146      | [ 1 ]  |
| 2003 | 7374      | [ 6 ]  |
| 2006 | 7486      | [ 1 ]  |
| 2009 | 7474      | [ 6 ]  |
| 2011 | 7135      | [ 1 ]  |

## Politik

### Stadtrat und Bürgermeister
Arnum wird auf kommunaler Ebene vom Rat der Stadt Hemmingen vertreten.

### Wappen
Der Entwurf des Kommunalwappens von Arnum stammt von dem Heraldiker und Grafiker Alfred Brecht, der zahlreiche Wappen in der Region Hannover erschaffen hat. Die Genehmigung des Wappens wurde am 8. September 1961 durch den Regierungspräsidenten in Hannover erteilt.
| Wappen von Arnum | Blasonierung: „Rot : Silber geteilt, oben ein blau-bewehrter Adler, unten im silbernen Ring ein silbernes Eichenblatt.“ |
| Wappen von Arnum | Wappenbegründung: Das Arnumer Wappen verbindet das erloschene Geschlechterwappen der Edelherren von Arnum mit dem Symbol, das die Malstatt am besten zu kennzeichnen vermag: dem Ring, der in ältester germanischer Zeit den Umkreis der Malstatt um den heiligen Baum bezeichnete. Den Kreis musste ein weißes Ross mit den Hinterhufen schlagen. In späterer Zeit ging der Begriff „Ring“ auf die Malstatt über. Da die Edelherren von Arnum einen roten Adler im silbernen Schilde geführt haben, fügte es sich glücklich, dass die jetzigen Landesfarben im Wappen wiederkehren. |

## Religion
- Evangelische Kirchen

Die evangelisch-lutherische Friedenskirchgemeinde gehört zur Kirchenregion Hemmingen und verfügt über zwei Gotteshäuser. Die historische Wehrkapelle stammt aus dem 15. Jahrhundert. Da diese nicht mehr den Anforderungen der Gemeinde genügte, entstand 1991 die moderne Friedenskirche.- Historische Wehrkapelle

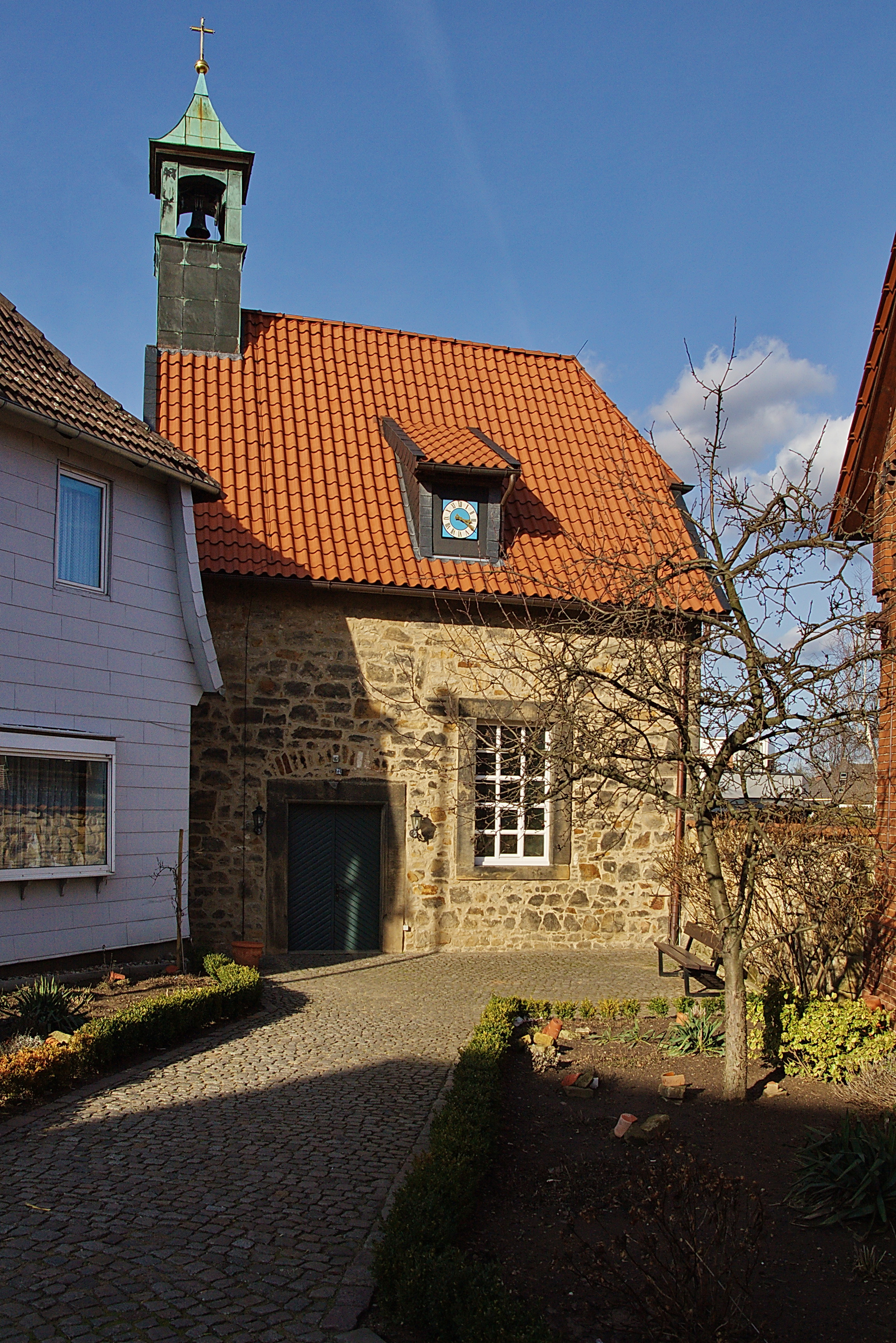
Historische Wehrkapelle
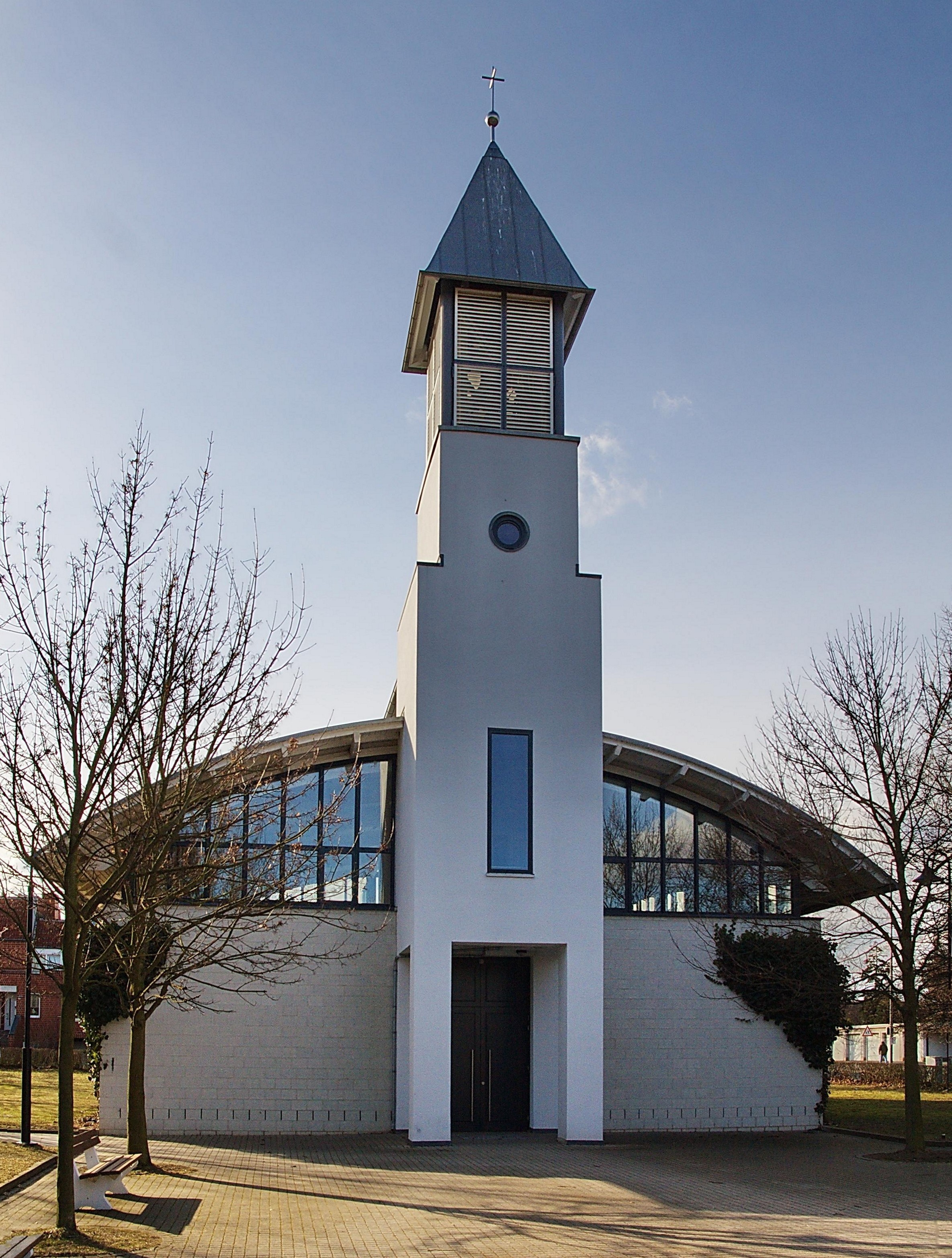
Friedenskirche

- Katholische Kirche Herz Mariä

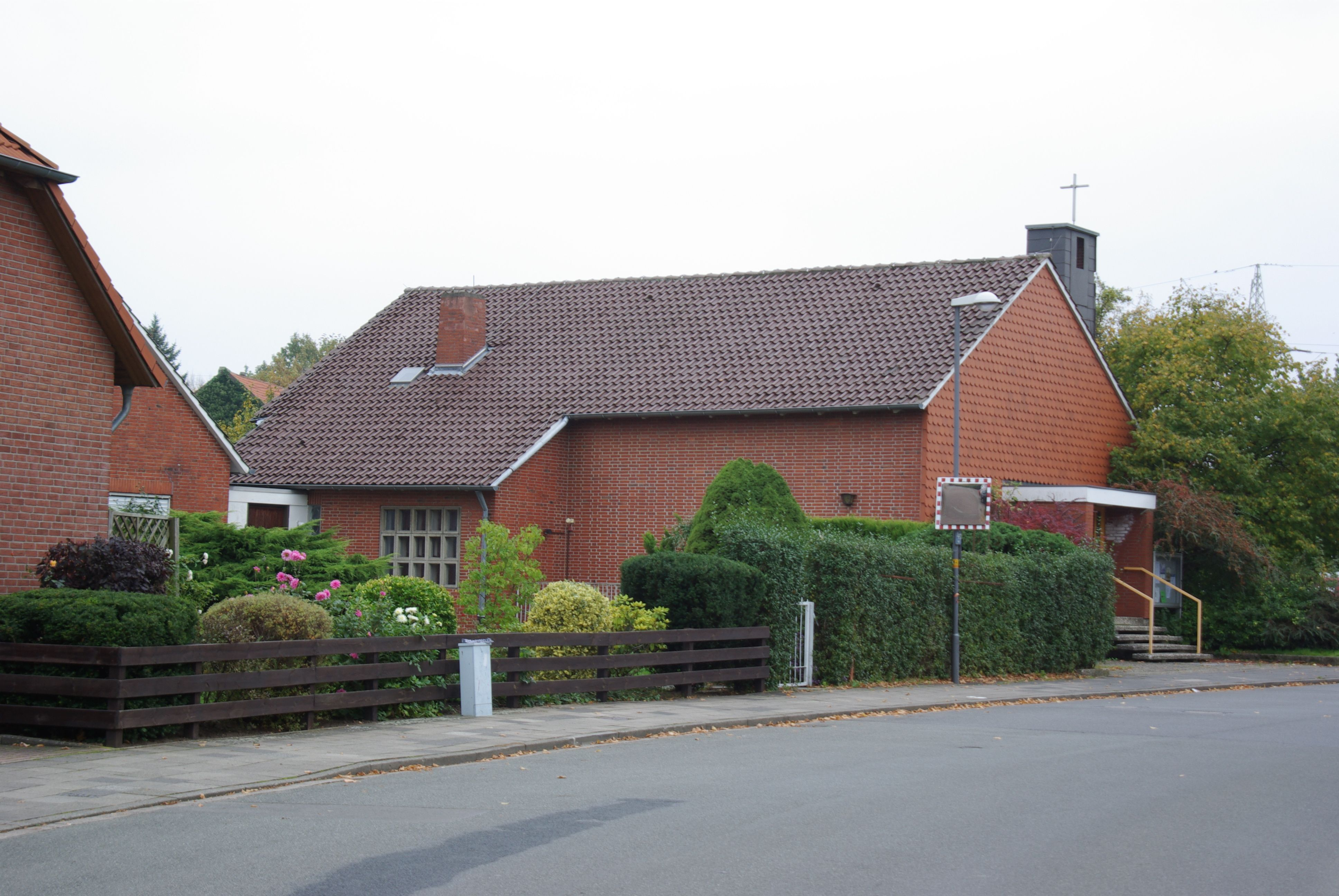
Ehemalige Katholische Kirche Herz Mariä (2009 abgerissen)

Durch den Zuzug von Flüchtlingen und Heimatvertriebenen stieg ab etwa 1946 auch in Arnum die Zahl der Katholiken stark an. Katholische Gottesdienste fanden zunächst in der evangelischen Kapelle oder in einer Privatwohnung statt, dann in einer dazu errichteten Baracke. 1960/61 entstand an der Straße Pattenser Feldweg 17 eine katholische Kirche als Massivbau mit Turm. Die Pläne stammten vom Architekten Hodler. Am 25. März 1961 erfolgte ihre Benediktion. Geweiht wurde sie als Marienkirche mit dem Namen Unbeflecktes Herz Mariä. Seit Mitte der 1960er Jahre war Arnum Sitz einer katholischen Pfarrei, zu der auch die Ortsteile Devese, Westerfeld und Wilkenburg gehörten. Später gehörte sie als Filialkirche zur katholischen Kirche St.-Johannes-Bosco in Hemmingen-Westerfeld. Am 27. November 2008 erfolgte die Profanierung des Gebäudes durch Generalvikar Werner Schreer, welches im März 2009 zugunsten des Neubaus einer städtischen Kinderkrippe abgerissen wurde. Die Gemeindemitglieder gehören heute der Pfarrgemeinde St. Augustinus in Hannover (Dekanat Hannover des Bistums Hildesheim) an.

## Kultur und Sehenswürdigkeiten

### Bauwerke
- Die historische Wehrkapelle wurde um 1400 errichtet. Im Jahr 1571 wurde die Kapelle in einem Dokument als „Maria Magdalena Kirche“ bezeichnet, der Name wurde später allerdings nicht mehr verwendet. Während des Dreißigjährigen Krieges kam es 1626 zur Zerstörung und Wiedererrichtung des Gebäudes, das 1985 restauriert und 2006 im Kern saniert wurde.
- Die 1991 eingeweihte Friedenskirche konnte der evangelisch-lutherischen Kirchengemeinde den nötigen Platz bieten, nachdem die Wehrkapelle zu klein geworden war.

### Baudenkmale

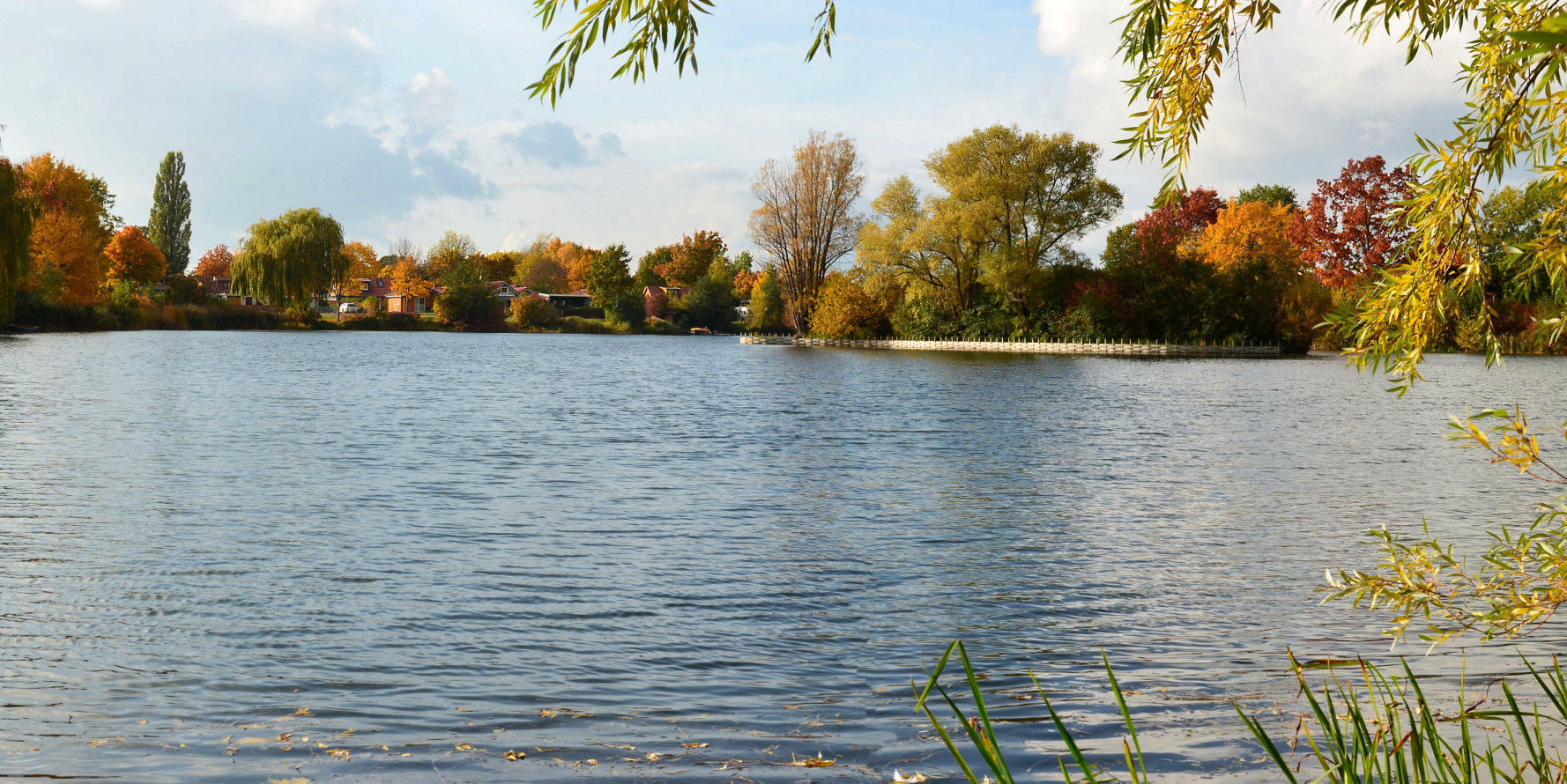
See im „Naherholungspark Arnum“

→ Siehe: Liste der Baudenkmale in Arnum

### Freizeit und Naherholung
Aus einem Kiesabbaugebiet entwickelte sich der „Naherholungspark Arnum“, ein Campingplatz um einen in die Landschaft eingebundenen See.

### Sport
In Arnum gibt es drei Fußballplätze, ein solarbeheiztes Freibad, eine Tennisanlage (neun Ascheplätze), Reithöfe und zwei Sporthallen. Außerdem verfügt Arnum seit April 2024 über das Fitnessstudio „Kraftwerk“, betrieben vom Hannoveraner Oliver Giese. 